# Discografia de Whiteberry
Este anexo lista a discografia de Whiteberry, que foi uma banda japonesa de j-rock e j-pop. A discografia consiste por dois álbuns de estúdio, onze singles, um EP e duas coletâneas. A banda iniciou suas atividades em 1994 com o nome de Strawberry Kids, mas mudou o nome para Whiteberry e após alguns anos chegou ao conhecimento da banda Judy and Mary, após isso foi oferecida a oportunidade para a banda trabalhar para a gravadora Sony, em 1999, e no mesmo ano foi gravado o primeiro material, um EP chamado After school, lançado em 4 de agosto. O primeiro single, "Yuki", foi lançado em 8 de dezembro de 1999 e alcançou a trigésima segunda posição no ranking semanal da Oricon.
No ano 2000 foi lançado o single "Whiteberry", em 19 de abril, alcançando a posição de número trinta e três, o single "Natsu Matsuri" em 9 de agosto, que alcançou a terceira posição no ranking semanal da Oricon, o primeiro álbum, Hatsu, foi lançado em 6 de setembro e alcançou a terceira posição no ranking, o single "Akubi" em 8 de novembro, alcançando a vigésima nona posição no ranking da Oricon. Em 2001 foram lançados três singles, os quais foram, "Sakura Nakimichi", em 11 de abril e alcançou a décima sexta posição no ranking semanal da Oricon, "Kakurenbo", em 18 de julho, que alcançou a vigésima posição no ranking semanal da Oricon e "Tachiiri Kinshi", em 21 de novembro, que alcançou a quinquagésima nona posição no ranking da Oricon.
Chameleon o segundo álbum da banda, foi o primeiro lançamento da banda no ano de 2002, lançado em 23 de janeiro, e alcançou a quadragésima oitava posição no ranking da Oricon, ao qual foi seguido de três singles, que são, "Jitensha Dorobou", lançado em, 26 de setembro, alcançando a posição de número setenta e seis, "Be Happy", em 23 de outubro, que alcançou a posição de número noventa e um e "Koe ga nakunaru made", lançado em 27 de novembro e alcançou a posição de número noventa e oito, a mais baixa entre os singles lançados por Whiteberry.
A banda terminou em março de 2004, nesse ano a banda havia lançado em 11 de fevereiro o single, "Shinjiru Chikara", que alcançou a posição de número cinquenta e dois, após o fim da banda a Sony lançou a coletânea, Kiseki ~the best of Whiteberry~, em 28 de abril de 2004, alcançando a posição de número oitenta no ranking semanal da Oricon e em 2008 foi lançado a segunda coletânea, GOLDEN-BEST Whiteberry, em 27 de agosto. As canções de Whiteberry ainda foram usadas em animes, jogos, na televisão e várias obras discográficas.

## Álbuns
| Ano  | Álbum                                                                          | Melhores posições | Ref   |
| ---- | ------------------------------------------------------------------------------ | ----------------- | ----- |
| 2000 | Hatsu * Lançamento: 1 de setembro de 2000 * Formatos: CD * Gravadora: Sony     | 3                 | [ 4 ] |
| 2002 | Chameleon * Lançamento: 23 de janeiro de 2002 * Formatos: CD * Gravadora: Sony | 48                | [ 4 ] |

## EPs
| Ano  | EP                                                                             |
| ---- | ------------------------------------------------------------------------------ |
| 1999 | After school * Lançamento: 3 de agosto de 1999 * Formato: CD * Gravadora: Sony |

## Coletâneas
| 2004                                           | Kiseki ~the best of Whiteberry~ | 80 | [ 5 ] |
| 2008                                           | GOLDEN-BEST Whiteberry          | -  | [ 5 ] |
| "—" Não entrou na parada musical daquele país. |                                 |    |       |

## Singles
| Ano  | Single                 | Melhores posições | Ref   |
| ---- | ---------------------- | ----------------- | ----- |
| 1999 | "Yuki"                 | 32                | [ 3 ] |
| 2000 | "Whiteberry"           | 33                | [ 4 ] |
| 2000 | "Natsu Matsuri"        | 3                 | [ 4 ] |
| 2000 | "Akubi"                | 29                | [ 3 ] |
| 2001 | "Sakura Nakimichi"     | 16                | [ 3 ] |
| 2001 | "Kakurenbo"            | 20                | [ 3 ] |
| 2001 | "Tachiiri Kinshi"      | 59                | [ 3 ] |
| 2002 | "Jitensha Dorobou"     | 76                | [ 3 ] |
| 2002 | "Be Happy"             | 91                | [ 3 ] |
| 2002 | "Koe ga nakunaru made" | 98                | [ 3 ] |
| 2004 | "Shinjiru Chikara"     | 52                | [ 3 ] |

## Trilhas sonoras

### Animes
| Ano  | Canção                  | Nota                                                                       | Ref                 |
| ---- | ----------------------- | -------------------------------------------------------------------------- | ------------------- |
| 1999 | "Tsuugaku Ro"           | Utilizado no primeiro encerramento do anime Kyoro-Chan                     | [ 6 ]               |
| 2001 | "Mezase Pokemon Masutā" | Utilizado na quarta abertura do anime Pokémon                              | [carece de fontes?] |
| 2004 | "Shinjiru Chikara"      | Utilizado no primeiro encerramento do anime Superior Defender Gundam Force | [ 7 ]               |
| 2016 | "Natsu Matsuri"         | Utilizado no décimo segundo encerramento do anime ReLIFE                   | [ 8 ] [ 9 ]         |

### Filme
| Ano  | Canção      | Filme         | Ref                 |
| ---- | ----------- | ------------- | ------------------- |
| 2001 | "Kakurenbo" | Pokémon 4Ever | [carece de fontes?] |

### Jogos
| Ano                     | Canção          | Jogo                                  | Ref    |
| ----------------------- | --------------- | ------------------------------------- | ------ |
| 2003[carece de fontes?] | "Natsu Matsuri" | Karaoke Revolution: J-Pop Best Vol. 4 | [ 10 ] |
| 2007[carece de fontes?] | "Natsu Matsuri" | Taiko no Tatsujin DS                  | [ 11 ] |

### Televisão
| Programa                                                                | Canção                                                                  | Ref           |
| ----------------------------------------------------------------------- | ----------------------------------------------------------------------- | ------------- |
| "Yuki"                                                                  | Canção usada como tema de encerramento do programa Mecha-Mecha Iketeru! | [ 12 ]        |
| "Umarekawatte mo atashi de itai"                                        | Canção usada como tema de encerramento do dorama Dotchi Dotchi!         | [ 13 ] [ 14 ] |
| "Sakura Nakimichi"                                                      | Canção usada no comercial da marca de bebidas Mitsuya Cider             | [ 15 ]        |
| "Whiteberry No Chiisana Daibouken" (Ｗｈｉｔｅｂｅｒｒｙの小さな大冒険) | Canção usada como tema de encerramento do programa Count Down TV        | [ 16 ] [ 17 ] |

## Em outras obras
| Ano  | Álbum | Canção                                           | Ref           |
| ---- | --- | ------------------------------------------------ | ------------- |
| 1999 | "Kyoro-chan Original Soundtrack" | "Tsuugaku Ro" (通学路)                           | [ 18 ]        |
| 2000 | "MAX JAPAN 7～best hits in japan 2000～" | "Natsu Matsuri"                                  | [ 19 ]        |
| 2001 | "Pocket Monsters 4 The Movie: 'Celebi A Timeless Encounter' Original Soundtrack"                                                                      | "Hide and Seek" (かくれんぼ, Kakurenbo)          | [ 20 ]        |
| 2003 | "Pocket Monsters TV Anime Theme Song Collection Perfect Best 1997-2003" (ポケットモンスター TV主題歌 パーフェクトベスト (1997-2003))                  | "Mezase Pokemon Masutā" (めざせポケモンマスター) | [ 21 ] [ 22 ] |
| 2003 | "Pocket Monsters Movie Anime Theme Song Collection Perfect Best 1998-2003" (ポケットモンスター 映画アニメ主題歌ソング集 パーフェクトベスト 1998-2003) | "Mezase Pokemon Masutā" (めざせポケモンマスター) | [ 23 ]        |
| 2004 | "SD Gundam Force Original Soundtrack+" (SDガンダムフォース オリジナル･サウンドトラック+)                                                              | "Shinjiru Chikara" (信じる力)                    | [ 24 ]        |
| 2005 | "Honda Primo 20th Anniversary Compilation" | "Natsu Matsuri"                                  | [ 25 ]        |
| 2007 | ("めざましテレビ Presents Regain") | "Natsu Matsuri"                                  | [ 26 ]        |
| 2008 | "Splash" (スプラッシュ) | "Natsu Matsuri"                                  | [ 27 ]        |
| 2009 | (J-ポッパー伝説2 [DJ和 in WHAT's IN? 20th MIX]) | "Natsu Matsuri"                                  | [ 28 ]        |
| 2009 | "Best Summer" (ベストサマー) | "Natsu Matsuri"                                  | [ 29 ]        |
| 2009 | "Girly Rock Baby★★★" | "Sakura Nakimichi"                               | [ 30 ]        |
| 2009 | "Pikachu the Movie Song Best 1998-2008" (ピカチュウ・ザ・ムービーソングベスト1998-2008)                                                               | "Hide and Seek" (かくれんぼ, Kakurenbo)          | [ 31 ]        |
| 2010 | "Gundam 30th Anniversary Gundam Songs 145" | "Shinjiru Chikara" (信じる力)                    | [ 32 ]        |
| 2010 | "Summer Sunshine" | "Natsu Matsuri"                                  | [ 33 ]        |
| 2012 | "Pokémon TV ANIME SONGS BEST of BEST 1997-2012" (ポケットモンスター ＴＶアニメ主題歌 ベスト・オブ・ベスト １９９７－２０１２)                         | "Mezase Pokemon Masutā" (めざせポケモンマスター) | [ 34 ]        |
| 2016 | MD2000 ～ReLIFE Ending Songs～ | "Natsu Matsuri"                                  | [ 35 ]        |